# 3. Division (Japanisches Kaiserreich)
Die 3. Division (jap. 第3師団, Dai-san shidan) war eine Division des Kaiserlich Japanischen Heeres von 1888 bis 1945. Ihr Tsūshōgō-Code (militärischer Tarnname) war Glücks-Division (幸兵団, Kō-heidan) oder 3700 bzw. 3741.

## Allgemeine Daten
Die Ursprünge der 3. Division gehen auf die in der Nagoya-Garnison stationierten Truppen zurück. Auf Empfehlung des preußischen Militärberater Jakob Meckel wurden aus den seit 1871 bestehenden sechs regionalen Kommandos die ersten sechs Divisionen gebildet. Die Division agierte, wurde am 14. Mai 1888 in Nagoya, Präfektur Aichi, in Dienst gestellt und umfasste anfangs rund 15.000 Mann. Sie kämpfte im Laufe ihrer Einsatzgeschichte gegen Gegner des japanischen Kaiserreiches wie Chinesisches Kaiserreich, Republik China, Russland, Bolschewiken und die USA. Ihr letzter Standort war in der Zhejiang-Provinz, China, wo sie 1945 aufgelöst wurde.

## Geschichte der Einheit
Im Mai 1888 wurde sie als Karree-Division aus der 5. Brigade (6. und 68. Infanterie-Regiment) und 17. Brigade (18. und 34. Infanterie-Regiment), des 3. Kavallerie-Regiments und des 3. Artillerie-Regiments aufgestellt.
1895 nahm sie am Ersten Japanisch-Chinesischen Krieg teil.
Während des Russisch-Japanischen Krieges 1904–1905 unterstand sie anfangs der 2. Armee unter dem Kommando von Generalleutnant Ōshima Yoshimasa, war im Mai 1904 bei Pitzuwo, zirka 80 km nordöstlich von Port Arthur, gelandet und nahm an der Schlacht am Nanshan teil. Danach folgte die Schlacht von Te-li-ssu, Schlacht von Tashihchiao, Schlacht von Liaoyang und die Schlacht von Mukden.
Von 1918 bis 1922 war die 3. Division an der Sibirischen Intervention beteiligt. Sie war Teil der Entente-Mächte, die Weiße Armee im Russischen Bürgerkrieg gegen die bolschewistische Rote Armee zu unterstützen. Im Zuge der Operation wurden alle Häfen und größere Städte in der russischen Provinz Primorje und Ostsibirien besetzt. Angesichts des Rückzuges ihrer Alliierten und der hohen Kosten zogen sich die japanischen Soldaten im Oktober 1922 schließlich zurück.

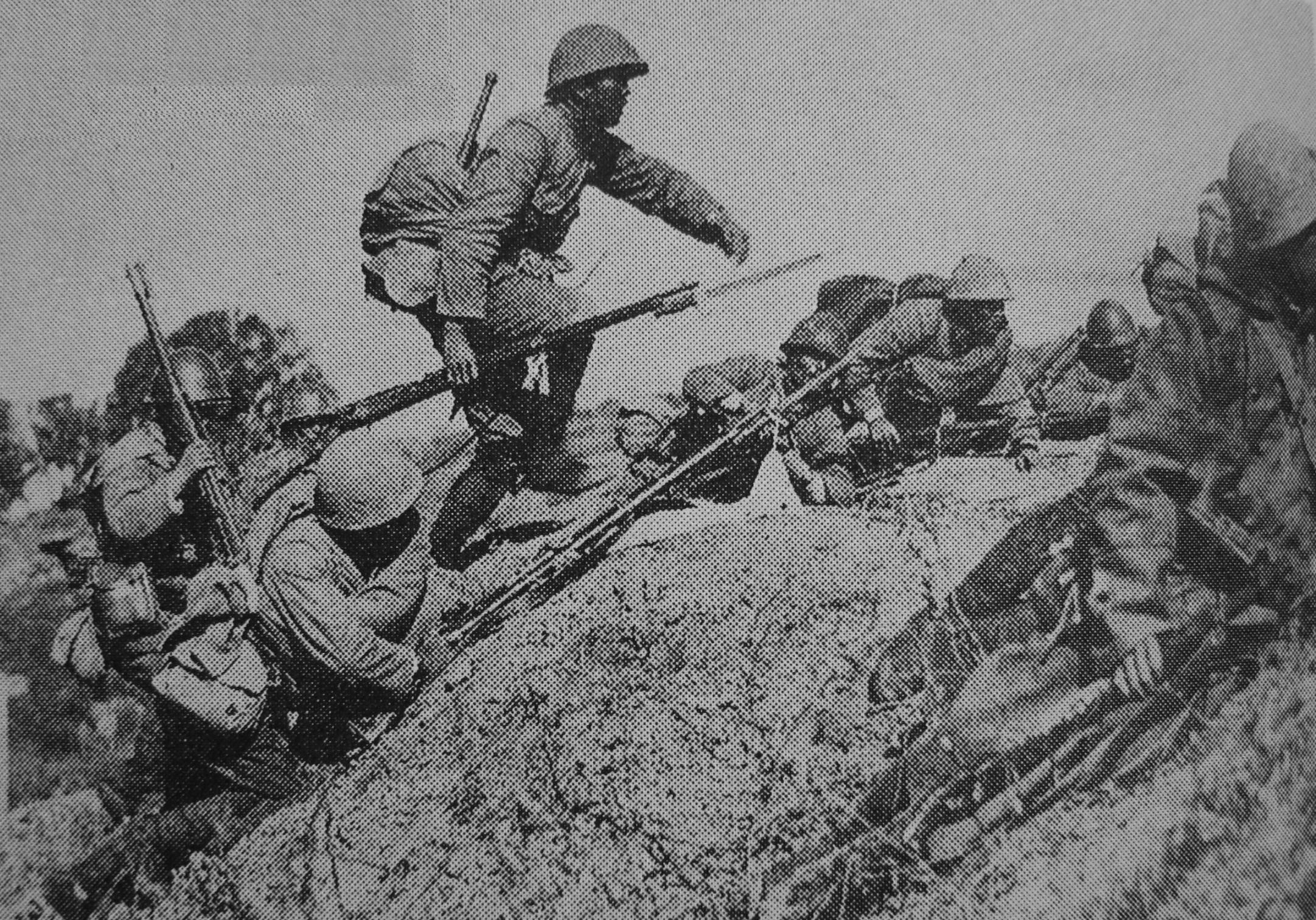
Soldaten des 18. Regiments während der Schlacht um Dachang, 1937

Ab 1937 nahm die 3. Division am Zweiten Chinesisch-Japanischen Krieg teil und kämpfte bis zum Ende des Zweiten Weltkriegs auf dem chinesischen Kriegsschauplatz, hauptsächlich gegen Truppen der Republik China.
Als im Juli 1937 der Krieg begann, wurde die 3. Division ab 15. August dem Kommando der Shanghai-Expeditionsarmee unterstellt, welche Shanghai erobern sollte. Bei der Landung in Wu Xiao (23. August), einem Vorort von Shanghai, war der Widerstand der chinesischen Truppen so heftig, dass bald auch die 9., 13. und 101. Division gelandet werden mussten. Die 3. Division hatte bei Kampf von Zhabei schwere Verluste durch die 88. chinesische Division erlitten. Die Organisation, das Offizierskorps und die Kommandostruktur blieben jedoch intakt, und die Luft- und Marineüberlegenheit sowie Zugang zu gepanzerten Fahrzeugen wie Tanketten vom Typ 94 TK brachten am 28. Oktober an der nördlichen Bahnstation die Einnahme des zuletzt umkämpften Sihang Warenhauses. Anschließend beteiligte sich die 3. Division Anfang Dezember an der Eroberung von Nanjing. Am 14. Februar 1938 der neu formierten Zentralchina-Expeditionsarmee (General Hata Shunroku) unterstellt nahm die 3. Division im Mai an der Schlacht um Xuzhou teil. Danach der 2. Armee unterstellt kämpfte die Division am nördlichen Abschnitt der Schlacht um Wuhan.
Am 9. Dezember 1938 wurde die 3. Division der 11. Armee übertragen, wobei die 3. Division in Zentralchina stationiert blieb. Im Mai und Juni 1940 nahm die Division unter Generalleutnant Osayama Yamamoto an der Schlacht von Zaoyang–Yichang teil. In der Nacht zum 31. Mai begannen die 3. und 39. Division, den Hansui-Fluss in der Nähe von Yangyang zu überqueren und beteiligte sich mit der 13. Division an der Eroberung von Yichang. Im August 1942 wurde die Division in eine Typ A „Verstärkte“ Division als Triangulare Division mit drei Regimenter umgewandelt.
In der zweiten Phase der Operation Ichi-gō brach die Division zusammen mit der 13. Division am 4. Juni 1944 durch die chinesischen Stellung bei Liuyang durch und stieß in den Raum 35 Kilometer nördlich von Changsha vor. Nach Abschluss der Operation war die 11. Armee (Generalleutnant Yokoyama Isamu) für die Sicherung der Südfront bei Yanagishu in Richtung auf Nanning verantwortlich und siegte im November 1944 in der Schlacht von Guilin-Liuzhou. Als sich die japanischen Truppen Anfang 1945 in Richtung Guangxi zurückziehen mussten, kam die 3. Division am 18. April unter die Kontrolle der China-Expeditionsarmee. Ihr letzter Standort befand sich in der Zhejiang-Provinz, China, wo sie 1945 aufgelöst wurde.

## Gliederung

### 1888
- 5. Brigade
  - 6. Infanterie-Regiment
  - 33. Infanterie-Regiment
- 17. Brigade
  - 18. Infanterie-Regiment
  - 34. Infanterie-Regiment
- 3. Kavallerie-Regiment
- 3. Artillerie-Regiment
- 3. Pionier-Regiment[4]

### 1905
- 5. Brigade
  - 6. Infanterie-Regiment
  - 68. Infanterie-Regiment
- 30. Brigade
  - 33. Infanterie-Regiment
  - 51. Infanterie-Regiment
- 3. Kavallerie-Regiment
- 3. Feldartillerie-Regiment
- 3. Pionier-Regiment
- 3. Transport-Regiment[3]

### 1923
- 5. Brigade
  - 6. Infanterie-Regiment
  - 68. Infanterie-Regiment
- 29. Brigade
  - 18. Infanterie-Regiment
  - 34. Infanterie-Regiment
- 3. Kavallerie-Regiment
- 3. Feldartillerie-Regiment
- 3. Pionier-Regiment
- 3. Transport-Regiment[5]

### 1941
Im August 1941 erfolgte die Umgliederung zu einer Typ A „Verstärkte“ Division als Triangulare Division wie folgt:
- Divisionsstab (410 Mann)
  - Stab 3. Infanterie-Brigade  (100 Mann)
    - 6. Infanterie-Regiment (3400 Mann)
    - 34. Infanterie-Regiment (3400 Mann)
    - 68. Infanterie-Regiment (3400 Mann)

  - 3. Kavallerie-Regiment
    - Stab (30 Mann)
    - Berittene Kompanie (300 Mann)
    - Typ-92-Tanketten-Kompanie (100 Mann)
    - 1. motorisierte Kompanie (160 Mann)
    - 2. motorisierte Kompanie (160 Mann)
    - Versorgungs-Kompanie (100 Mann)

  - Stab Divisions-Artillerie-Gruppen (178 Mann)
    - 3. Feldartillerie-Regiment Führung (265 Mann)
    - 1. Bataillon (9 × 75-mm-Geschütze (ca. 550 Mann))
    - 2. Bataillon (9 × 75-mm-Geschütze (ca. 550 Mann))
    - 3. Bataillon (9 × 75-mm-Geschütze (ca. 550 Mann))

  - 3. Pionier-Regiment (900 Mann)
  - 3. Signal-Einheit (220)
  - 3. Transport-Regiment (2820 Mann)
  - 3. Versorgungs-Kompanie (185 Mann)
  - 3. Feldhospital (Vier Feldhospitäler mit jeweils 250 Mann)
  - 3. Wasserversorgungs- und -aufbereitungs-Einheit (160 Mann)
  - 3. Veterinär-Hospital (100 Mann)
  - 3. Sanitäts-Einheit (1000 Mann)

Gesamtstärke: 23.438 Mann

## Führung
Divisionskommandeure
- Kurokawa Tsu, Generalleutnant: 14. Mai 1888 – 1. Juni 1891
- Katsura Tarō, Generalleutnant: 1. Juni 1891 – 2. Juni 1896
- Hasegawa Yoshimichi, Generalleutnant: 6. Juni 1896 – 14. Januar 1898
- Kodama Gentarō, Generalleutnant: 14. Januar 1898 – 26. Februar 1898
- Oshima Yoshimasa, Generalleutnant: 26. Februar 1898 – 18. Oktober 1905
- Matsunaga Masatoshi, Generalleutnant: 18. Oktober 1905 – 6. Juli 1906
- Okubo Haruno, Generalleutnant: 6. Juli 1906 – 21. Dezember 1908
- Watanabe Jōtarō, Generalleutnant: 21. Dezember 1908 – 1. März 1913
- Uehara Yusaku, Generalleutnant: 1. März 1913 – 9. Juni 1913
- Oka Ichinosuke, Generalleutnant: 9. Juni 1913 – 16. April 1914
- Senba Taro, Generalleutnant: 17. April 1914 – 15. Februar 1915
- Oba Jiro, Generalleutnant: 15. Februar 1915 – 25. November 1919
- Kikuchi Shinnosuke, Generalleutnant: 25. November 1919 – 5. Mai 1921
- Muto Nobuyoshi, Generalleutnant: 5. Mai 1921 – 24. November 1922
- Hama Matasuke, Generalleutnant: 24. November 1922 – 10. März 1923
- Inoue Ikutaro, Generalleutnant: 10. März 1923 – 28. Juli 1926
- Yasushitsu Kinichi, Generalleutnant: 28. Juli 1926 – 1. August 1929
- Koizumi Rokuichi, Generalleutnant: 1. August 1929 – 1. August 1930
- Sakabe Masuo, Generalleutnant: 1. August 1930 – 7. November 1930
- Yoshiyuki Kawashima, Generalleutnant: 7. November 1930 – 9. Januar 1932
- Wakayama Zentaro, Generalleutnant: 9. Januar 1932 – 15. März 1935
- Iwa Etzu Koichi Generalleutnant: 15. März 1935 – 23. März 1936
- Ito Masaki, Generalleutnant: 23. März 1936 – 2. August 1937
- Fujita Susumu, Generalleutnant: 2. August 1937 – 14. Oktober 1939
- Yamawaki Masataka, Generalleutnant: 14. Oktober 1939 – 28. September 1940
- Teshima Fusatarō, Generalleutnant: 28. September 1940 – 24. Dezember 1941
- Takahashi Taga, Generalleutnant: 24. Dezember 1941 – 25. März 1943
- Yamamoto Mitsuo, Generalleutnant: 25. März 1943 – 1. März 1945
- Tatsumi Eiichi, Generalleutnant: 1. März 1945 – September 1945